# Hajer Bahouri
Hajer Bahouri, née le 30 mars 1958 à Tunis, est une mathématicienne franco-tunisienne, qui s'intéresse aux équations aux dérivées partielles. Elle est directrice de recherche au Centre national de la recherche scientifique et au Laboratoire d'analyse et de mathématiques appliquées à l’université Paris-Est-Créteil-Val-de-Marne.

## Biographie

### Carrière scientifique
À partir de 1977, elle étudie les mathématiques à l'université de Tunis, obtenant son diplôme en 1979 ; elle reçoit alors le prix du président de la République tunisienne pour les lauréats de l'enseignement supérieur. Ensuite, elle étudie à Paris et y obtient un DEA en 1980 à l'université Paris-Sud et un doctorat à la même université en 1982, sous la direction de Serge Alinhac (de), avec une thèse intitulée Unicité et non unicité du problème de Cauchy pour des opérateurs à symbole réel. Ensuite, elle se consacre à la recherche à l'École polytechnique entre 1982 et 1984 ; elle est également, de 1984 à 1988, maître de conférences à l'université de Paris-Sud et à Rennes-I.
En 1987, elle obtient son habilitation en mathématiques (thèse d'État) à l'université Paris-Sud (Unicité, non unicité et continuité Hölder du problème de Cauchy pour des équations aux dérivées partielles. Propagation du front d’onde {\displaystyle C^{\rho }} pour des équations non linéaires).
À partir de 1988, elle est professeure à l'université de Tunis, où elle dirige, à partir de 2003, le Laboratoire d'équations aux dérivées partielles. De 2002 à 2004, elle est en outre chargée de cours à l'École polytechnique.
À partir de 2010, elle est directrice de recherche du Centre national de la recherche scientifique à l'université Paris-Est-Créteil-Val-de-Marne (Laboratoire d’analyse et de mathématiques appliquées).

### Vie privée
Elle est  mère de quatre enfants dont l'un est décédé en 2010.

## Prix et distinctions
En 2001, elle reçoit l'Ordre national tunisien du Mérite.
En 2002, elle est conférencière invitée au Congrès international des mathématiciens à Pékin, avec Jean-Yves Chemin (Quasilinear wave equations and microlocal analysis).
En 2016, elle est lauréate du Prix Paul Doistau-Émile Blutet.
En 2019, elle est faite chevalier de l'ordre national du Mérite.

## Publications choisies
- (en) Hajer Bahouri et Jalal Shatah, « Decay estimates for the critical semilinear wave equation », Annales de l'Institut Henri Poincaré (C) Analyse non linéaire (nl), vol. 15, no 6,‎ novembre 1998, p. 783-789 (ISSN 0294-1449).
- (en) Hajer Bahouri et Patrick Gérard, « High frequency approximation of solutions to critical nonlinear wave equations », American Journal of Mathematics, vol. 121, no 1,‎ 1999, p. 131-175 (ISSN 0002-9327).
- (en) Hajer Bahouri, Mohamed Majdoub et Nader Masmoudi, « On the lack of compactness in the 2D critical Sobolev embedding », Journal of Functional Analysis, vol. 260, no 1,‎ 2011, p. 208-252 (ISSN 0022-1236).
- (en) Hajer Bahouri, Jean-Yves Chemin et Raphaël Danchin, « Fourier analysis and non-linear partial differential equations », dans Grundlehren der mathematischen Wissenschaften, Berlin, Springer, 2011.